# Stipa academica
Stipa academica är en gräsart som beskrevs av Cristóbal Mariá Hicken. Stipa academica ingår i släktet fjädergrässläktet, och familjen gräs. Inga underarter finns listade i Catalogue of Life.